# 아동수당
아동수당(兒童手當, 영어: child benefit, children's allowance) 또는 자녀수당(子女手當)은 정부가 아이를 둔 부모들에게 지급하는 사회복지급여다. 실제로는 부모가 사용하겠지만, 정확하게는, 세금을 내는 부모의 자녀에게 각각 지급된다.

## 각국의 자녀수당

### 독일
2016년 현재 독일의 자녀수당은 다음과 같다.
- 1자녀 매월 190 유로 (24만원)
- 2자녀 매월 190 유로 (24만원)
- 3자녀 매월 196 유로 (24.7만원)
- 4자녀 이상 매월 221 유로 (28만원)

1975년부터 1자녀 가정에도 자녀수당을 지급하고 있으나, 40년째 출산율이 1.4명이다. 세금을 내는 가족의 자녀에게 각각 매월 지급된다. 가정으로 치면 4자녀 가정의 경우 매달 797 유로(100만원)를 정부에서 자녀수당으로 지급한다. 모든 자녀에게 만18세까지 지급되며, 직업교육을 완료하고 직업이 없는 경우는 만21세 까지, 대학까지 모든 교육을 완료하면 만25세까지 지급된다.

## 대한민국
0세부터 만 7세 미만(0~83개월)의 아동에게 월 10만 원씩 지급함으로써, 아동의 건강한 성장 환경을 조성하여 아동의 기본적 권리와 복지 증진에 기여하기 위해 도입된 제도이다.

## 같이 보기
- 유아비